# Nick Allen
Nicholas Ryan Allen (San Diego, 8 de outubro de 1998) é um jogador de beisebol estadunidense, que joga na posição de interbases (shortstop).

## Carreira
Allen compôs o elenco da Seleção dos Estados Unidos de Beisebol nos Jogos Olímpicos de Verão de 2020 em Tóquio, onde conquistou a medalha de prata após confronto contra a equipe japonesa na final da competição.